# バレーボール日本女子代表
バレーボール女子日本代表（バレーボールじょしにほんだいひょう）は、国際大会で編成される日本の女子バレーボールナショナルチーム。2018年度までは、日本バレーボール協会での正式名称はかつて全日本女子バレーボールチーム（ぜんにほんじょしバレーボールチーム）であったが、2019年1月からバレーボール女子日本代表へ変更された。

## 概要と特徴

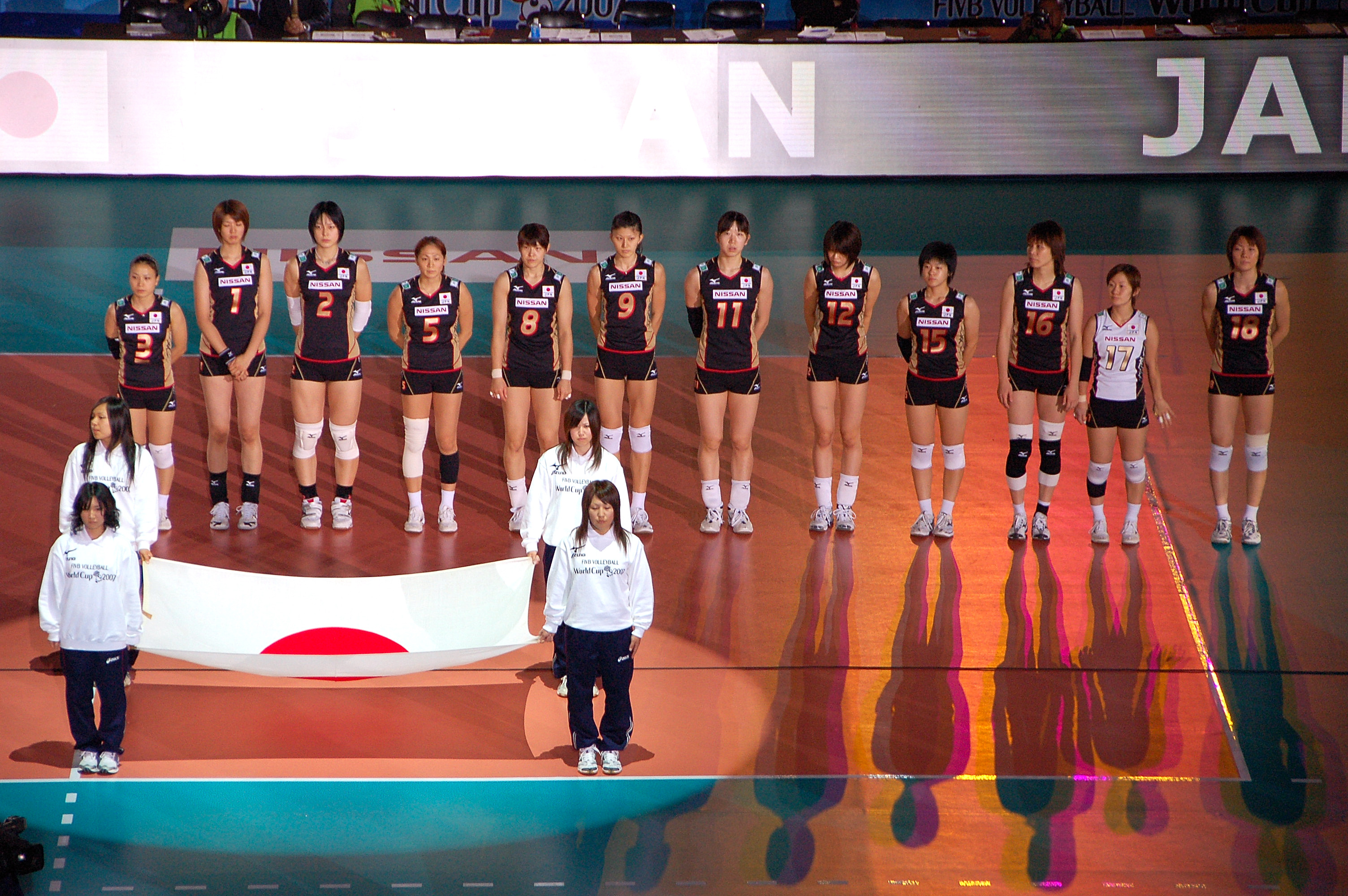
バレーボール女子日本代表（2007年ワールドカップ）

### プレイスタイル
「IDバレー」を掲げる眞鍋政義監督は、分業制で複数のコーチを起用。2011年には、トスから0.8秒でサイド攻撃のスパイク（従来は1.1秒ほど）という男子並みの「高速バレー」にも挑戦した。

### ユニフォーム
1964年東京オリンピック前後から日の丸を連想する赤と白の配色を使用し、これが長らく日本代表の定番であった。また、1968年メキシコシティーオリンピックではシャツとブルマーがオレンジ色のユニフォームを、1972年ミュンヘンオリンピックではそれぞれが深緑色のユニフォームを着用したが、ミュンヘンオリンピック以後は再び赤と白タイプのものに戻った。
1989年から現在に至るまで、ミズノ社のユニフォームを女子は採用している。
1991年に赤・青・深緑・黒を基調にした4種類のユニフォームが登場したが、公式戦においては赤か白を着用することがほとんどであった。1994年にはワンピースタイプ（一般に発売されたのはセパレーツタイプ）、1995年には一時期ワンピースタイプを改造したスパッツタイプ、1997年はワールドグランプリまでは（9月のバレーボールアジア選手権については不明）定番であったブルマーだったがグラチャンでスパッツタイプが採用され（ただし第3戦からはブルマーを着用(詳細は当該ページを参照)）、1998年からはショートパンツが採用され半袖になり、2002年からはノースリーブ型へ移行。2006年にはシャツの着丈とパンツの股上が短くなり、シャツネームの愛称使用も導入された。
2008年北京オリンピックのバレーボール競技・世界最終予選の頃にはまだ数名だったが、その後肘・膝サポーター（パッド）は、従来の白でなく黒で統一されていった。
2009年のグランドチャンピオンズカップでは黄色、2010年の世界選手権では代表ユニフォーム色としては珍しいオレンジが登場。また、移動時やベンチではオレンジ色のジャージを着用した。
東日本大震災が発生した2011年には、ワールドカップで左胸（日の丸の上部）にこころはひとつと小さく縫いつけられた。また、その日のユニフォームの色に応じて赤・黒・紫のお揃いの細いヘアバンド（ヘアゴム）を着用して臨戦する選手もいた。
ロンドンオリンピックに於いては前年からのデザインのものを着用。
2013年のモントルーバレーマスターズから、動きやすさを追求した新ユニフォームを着用。同年秋のグランドチャンピオンズカップでは、それとは異なる新ユニフォームを着用。正面・脇に細かいドット柄のあるデザインで、新素材「テクノスパークLS」を使用し115g（従来比約10gの軽量化）を実現した。また、全日本史上初となる、赤を基調としたシューズを着用。なお、監督ほかスタッフのポロシャツ、選手の上ジャージは、共にマゼンタ色のものだった。
2015年にはミズノ社の「火の鳥カラー」（オレンジ色）の試合シューズで色を選手全員統一した。ユニフォームは従来通り3パターン（それぞれ赤・黒・白を基調としたもの）。
2016年には「火の鳥 NIPPON」を炎に例えてきたユニフォームの最終形として、最も高温時に発色する「ブルー」を採用（シューズカラーも）。これに伴い、パンツの色は従来の黒・赤の2種類から黒・紺へ変更となった。

### 呼称
かつては競技スポーツ全般において、日本のナショナルチームを「全日本」と呼ぶことが通例であったが、2023年現在、この呼称は使われなくなってきており、バレーボールに関しても報道機関によっては以前から「日本代表」と呼称している場合があった。日本バレーボール協会でも、2018年までの「全日本」「全日本チーム」という呼称を変更し、2019年から「日本代表」を用いることとした。
日本バレーボール協会は、「監督名＋ジャパン」のような（例：「柳本ジャパン」）メディアからの番組放送上の呼称発信ではなく、協会が自らキャッチフレーズを提唱することを決定。2009年3月から4月、チームの愛称を公募した。2009年6月、一般公募の中から協会での選考の結果、チームの愛称を「火の鳥NIPPON」とすることを表明している。
2024年4月、愛称「火の鳥NIPPON」は廃止された。

## 歴史

### 日ソ2強時代
1951年、国際バレーボール連盟へ加盟。
初の世界大会となる1960年の第3回世界選手権では、予選リーグを全勝で通過。進出した決勝リーグでも強豪国を撃破し、ソ連（現：ロシア）には敗れたものの、初出場ながら銀メダルを獲得した。
1962年の第4回世界選手権は日紡貝塚の単独チームによる出場で金メダルを獲得。
1964年の東京オリンピックも日紡貝塚中心のチーム構成で金メダルを獲得し、大松博文監督が率いる同チームは東洋の魔女と呼ばれた。
以後は日本とソ連が優勝を争う日ソ2強時代がしばらく続き、1968年のメキシコシティオリンピック、1972年のミュンヘンオリンピックはいずれもソ連に敗れて銀メダルであった。
1976年のモントリオールオリンピックでは日立中心のチーム構成で臨んだ。「たい焼きレシーブ」など守りの粘りと、セッター松田紀子の「世界一速いトス」による前田悦智子の「稲妻おろし」やエース白井貴子の「ひかり攻撃」、高柳昌子の「ロケットサーブ」などの攻撃で、他を圧倒し12年ぶりに金メダルを獲得。ソ連との決勝では15-7、15-8、15-2のストレート勝ちを収め、大会史上初となる失セット0の完全勝利という快挙であった。
1980年のモスクワオリンピックの出場権は、前大会優勝国として既に獲得していた。選手強化も順調に進み、1979年のプレオリンピックでも優勝したことで五輪連覇できる可能性はかなり高いと言われていた。しかし同年開催国のソ連がアフガニスタンに侵攻し、これに対する対抗措置としてアメリカ政府が提案したオリンピックボイコットに日本政府が同調したため不参加となった。

### 低迷期へ
1984年のロサンゼルスオリンピックは、逆にソ連がボイコットして不参加。米田一典監督が率いる全日本は江上由美（丸山由美）や三屋裕子など日立中心のチーム構成で臨み、準決勝で中国に敗れるも3位決定戦でペルーに勝利し銅メダルを獲得。しかし、この銅メダルという不本意な結果に対し「単独チーム方式」では限界があるという声がしだいに大きくなり、1986年の第10回世界選手権では所属チームにこだわらず広く各チームから才能を集める「純粋選抜方式」で挑んだが、結果は7位と沈んだ。
1988年のソウルオリンピックでは中田久美や大林素子など再び日立中心のチーム構成で臨むも、準決勝でペルーに、3位決定戦で中国に敗れて初めてオリンピックでメダル無しに終わった。その後は1992年のバルセロナオリンピックでは5位、1996年のアトランタオリンピックでは9位と成績は下降を続け、2000年のシドニーオリンピック最終予選では3連勝の後に中国・イタリア・クロアチア・韓国に4連敗を喫して初めてオリンピック出場権を逃した。
2001年に吉川正博が監督に就任、同年のグランドチャンピオンズカップこそ銅メダルを獲得したものの、アジア選手権では史上初のメダル無し、2002年の第14回世界選手権でも13位タイのワースト記録を更新するなど低迷を続けた。
さらに直後の釜山アジア大会でも中国と韓国相手に1セットも取れずに3位で終わったため、低迷の責任を取る形で吉川監督を含む強化委員全員が辞任する事態となった。

### 柳本監督時代
2003年に柳本晶一が監督に就任、同年のワールドカップではキャプテンとして全日本に復帰した吉原知子、佐々木みき、竹下佳江といったベテランと、大山加奈や栗原恵などの若手選手が融合したチームを作り上げて5位となった。2004年5月のアテネオリンピック世界最終予選では最終戦でロシアに敗れたものの、6勝1敗の1位で2大会ぶりとなるオリンピック出場権を獲得。同年8月の本大会では準々決勝で中国に敗れベスト8となった。
オリンピック出場とその後のワールドグランプリ、世界選手権での躍進によってチームは一時期の低迷を脱し、2007年の第14回アジア選手権では木村沙織や荒木絵里香など若手の活躍によって24年ぶりに金メダルを獲得。同年のワールドカップでは7位に終わりオリンピック出場権は翌年の世界最終予選へと持ち越されたが、2008年5月に行われた北京オリンピック世界最終予選ではFIVBが大会期間中に出場規定の変更を通知するというトラブルが発生したものの6勝1敗の3位で出場権を獲得。同年8月の本大会では準々決勝でブラジルに敗れアテネと同じく5位に終わった。

### 眞鍋監督時代
2009年に眞鍋政義監督が公募によって就任し、2012年のロンドン五輪へ向けた新体制が発足した。iPadを使用してデータを駆使する「IDバレー」を掲げ、2010年に日本で行われた第16回世界選手権では1982年大会以来28年ぶりにベスト4進出を果たすと、準決勝でブラジルの前にフルセットの末敗れはしたものの3位決定戦でアメリカをフルセットの末に勝利し、32年ぶりのメダルとなる銅メダルを獲得した。
2011年のワールドカップでは中国と同じ8勝3敗の成績ながらも勝ち点差2の4位でオリンピック出場権は翌年の世界最終予選へと持ち越されたが、初出場の岩坂名奈や新鍋理沙ら新戦力の活躍などで結果的にロンドンオリンピックで金メダルを獲得したブラジルと銀メダルを獲得したアメリカにストレート勝ちを収めた。しかし1位通過を目標として臨んだ2012年5月のロンドン五輪世界最終予選は序盤こそストレート勝ちによる開幕3連勝を飾るも韓国と対戦し敗れてからリズムに乗れず、出場権獲得はセルビアとの最終戦まで持ち越され最終的に4勝3敗の4位でアジア1位として出場権を獲得した。
同年8月の本大会では予選リーグを3勝2敗の3位で通過すると、準々決勝で中国に全セットが2点差決着というフルセットの激闘を制しソウルオリンピック以来24年ぶりのベスト4進出を果たした。続く準決勝でブラジルと対戦しストレートで敗れたものの、3位決定戦で韓国にストレート勝ちで収めてロサンゼルスオリンピック以来28年ぶりのメダルとなる銅メダルを獲得した。これを受けて日本協会は公募で新監督を決める予定を撤回して眞鍋監督に続投を要請し、同年10月に2016年リオデジャネイロオリンピックまで続投することが発表された。
2013年7月25日、休業していた正セッターの竹下が引退を発表、五輪でもう一人のセッターだった中道瞳は11月のグラチャンバレーから復帰した。江畑幸子が腰痛でほとんど出場できない状況ながら他メンバーの活躍もあり、ランク上位のブラジル・アメリカに敗れたものの、同大会における12年ぶりの銅メダルを獲得した。
2014年のワールドグランプリでは、一人の選手が複数のポジションの役割を担う新戦術「ハイブリッド6」を採用し、決勝ラウンドで初戦から4連勝し最後はブラジルと対戦して敗れはしたが同大会では初のメダル（銀メダル)を獲得した。
2016年リオデジャネイロオリンピックではアメリカと対戦して敗れ、2大会連続のメダルは獲得することができず5位に終わった。

### 中田監督時代
2017年に中田久美が公募によって生沼スミエ以来2人目の女性監督に就任し、2020年の東京五輪へ向けた新体制が発足した。女子日本代表では初の外国人コーチとしてフェルハト・アクバシュをコーチの一人に起用。
1年延期された2020年東京五輪ではドミニカ共和国に敗れ、10位に終わった。

### 眞鍋監督時代
9月16日〜24日に行われたバレーボール女子・パリ五輪予選東京大会では、開幕戦(ペルー戦)から5連勝、世界ランク1位 トルコ戦で初黒星となった。また、24日に行われたブラジル戦で惜敗し、パリ五輪への出場資格は、2024年シーズンのネーションズリーグ１次リーグまで持ち越しとなった。
2024年FIVB女子バレーボールネーションズリーグでは、パリオリンピックの出場をかけて参戦。予選ラウンドでは8勝4敗で終え、5位で決勝トーナメントに進出し、かつパリオリンピックの出場権を獲得。決勝トーナメントでは、準々決勝で中国をストレートで勝利。準決勝ではパリオリンピック予選、予選ラウンドで共にフルセットで負けた因縁のブラジルと激突し、フルセットの末勝利し、これらの敵討ちを果たしてVNL初の決勝進出。決勝ではイタリアに1-3で敗れ、2014年ワールドグランプリ以来10年ぶりの世界大会メダル獲得となった。ちなみにこの大会では予選ラウンドのトルコ、決勝ラウンドのブラジル、イタリアと、日本は3チームの対戦当時世界ランキング1位の国と激突している。
詳細は「バレーボール女子・パリ五輪予選東京大会」を参照。
2024年パリオリンピックは、予選ラウンド1勝2敗、9位に終わった。

## エピソード等
明治の管理栄養士が女子日本代表チームに派遣され、栄養面からのサポートが始まったのは2006年。
資生堂が選手のメイク協力を開始したのは、2015年。

## 過去の成績

### アジア選手権の成績
- 1975年 - 優勝
- 1979年 - 準優勝
- 1983年 - 優勝
- 1987年 - 準優勝
- 1989年 - 準優勝
- 1991年 - 準優勝
- 1993年 - 準優勝
- 1995年 - 3位
- 1997年 - 3位
- 1999年 - 3位
- 2001年 - 4位
- 2003年 - 準優勝
- 2005年 - 3位
- 2007年 - 優勝
- 2009年 - 3位
- 2011年 - 準優勝
- 2013年 - 準優勝
- 2015年 - 6位
- 2017年 - 優勝
- 2019年 - 優勝
- 2023年 - 3位

### オリンピックの成績[29]
- 1964年 - 金メダル
- 1968年 - 銀メダル
- 1972年 - 銀メダル
- 1976年 - 金メダル
- 1980年 - 不参加
- 1984年 - 銅メダル
- 1988年 - 4位
- 1992年 - 5位
- 1996年 - 9位
- 2000年 - 最終予選敗退
- 2004年 - 5位
- 2008年 - 5位
- 2012年 - 銅メダル
- 2016年 - 5位
- 2020年 - 10位
- 2024年 - 9位

### 世界選手権の成績
- 1952年 - 不参加
- 1956年 - 不参加
- 1960年 - 銀メダル
- 1962年 - 金メダル
- 1967年 - 金メダル
- 1970年 - 銀メダル
- 1974年 - 金メダル
- 1978年 - 銀メダル
- 1982年 - 4位
- 1986年 - 7位
- 1990年 - 8位
- 1994年 - 7位
- 1998年 - 8位
- 2002年 - 13位
- 2006年 - 6位
- 2010年 - 銅メダル
- 2014年 - 7位
- 2018年 - 6位
- 2022年 - 5位

### ワールドカップの成績
- 1973年 - 準優勝
- 1977年 - 優勝
- 1981年 - 準優勝
- 1985年 - 4位
- 1989年 - 4位
- 1991年 - 7位
- 1995年 - 6位
- 1999年 - 6位
- 2003年 - 5位
- 2007年 - 7位
- 2011年 - 4位
- 2015年 - 5位
- 2019年 - 5位
- 2023年 - 3位

### ワールドグランドチャンピオンズ杯の成績
- 1993年 - 4位
- 1997年 - 5位
- 2001年 - 3位
- 2005年 - 5位
- 2009年 - 4位
- 2013年 - 3位
- 2017年 - 5位

### ワールドグランプリ・ネーションズリーグの成績
- 1993年 - 6位
- 1994年 - 4位
- 1995年 - 7位
- 1996年 - 8位
- 1997年 - 4位
- 1998年 - 7位
- 1999年 - 7位
- 2000年 - 8位
- 2001年 - 6位
- 2002年 - 5位
- 2003年 - 9位
- 2004年 - 9位
- 2005年 - 5位
- 2006年 - 6位
- 2007年 - 9位
- 2008年 - 6位
- 2009年 - 6位
- 2010年 - 5位
- 2011年 - 5位
- 2012年 - 9位
- 2013年 - 4位
- 2014年 - 2位
- 2015年 - 6位
- 2016年 - 9位
- 2017年 - 7位
- 2018年 - 10位
- 2019年 - 9位
- 2021年 - 4位
- 2022年 - 7位
- 2023年 - 7位
- 2024年 - 2位
- 2025年 - 4位

## 現在の代表
過去の代表は「日本女子バレーボール代表選手の一覧」を参照。
2025年度の代表登録メンバーは下記の通り。　
| 監督                 | フェルハト・アクバシュ | 公益財団法人日本バレーボール協会 |
| コーチ               | 金子隆行               | 公益財団法人日本バレーボール協会 |
| コーチ               | 高橋駿                 | ヴィクトリーナ姫路               |
| コーチ               | 豊暉原峻               | SAGA久光スプリングス             |
| アナリスト           | 吉田伸                 | 公益財団法人日本バレーボール協会 |
| アナリスト           | 三島静香               | 埼玉上尾メディックス             |
| メディカルトレーナー | 新村紘己               | ケッズトレーナー                 |
| メディカルトレーナー | 青山千夏               | ケッズトレーナー                 |
| S&Cコーチ            | 木下恒司               | スマートシステムストレングス     |
| S&Cコーチ            | 松野慶之               | 株式会社懐刀                     |

| No | P  | 選手名               | シャツネーム | 身長  | 所属                                 | 備考       |
| -- | -- | -------------------- | ------------ | ----- | ------------------------------------ | ---------- |
| 01 | S  | 岩崎こよみ           | IWASAKI      | 175cm | 埼玉上尾メディックス                 |            |
| 02 | MB | 荒木彩花             | ARAKI        | 185cm | SAGA久光スプリングス                 |            |
| 03 | MB | 島村春世             | SHIMAMURA    | 182cm | ペッパー貯蓄銀行AIペッパーズ         |            |
| 04 | OH | 石川真佑             | ISHIKAWA     | 174cm | イゴール・ゴルゴンゾーラ・ノヴァーラ | キャプテン |
| 05 | OH | 長内美和子           | OSANAI       | 175cm | Astemoリヴァーレ茨城                 |            |
| 06 | S  | 関菜々巳             | SEKI         | 171cm | UYBAバレー・ブスト・アルシーツィオ   |            |
| 07 | S  | 松井珠己             | TAMAKI       | 170cm | PFUブルーキャッツ石川かほく          |            |
| 08 | L  | 小島満菜美           | KOJIMA       | 158cm | LOVBソルトレイク                     |            |
| 09 | MB | 小川愛里奈           | OGAWA        | 178cm | 大阪マーヴェラス                     |            |
| 10 | OH | 黒後愛               | KUROGO       | 180cm | 埼玉上尾メディックス                 |            |
| 11 | MB | 山田二千華           | YAMADA       | 184cm | NECレッドロケッツ川崎                |            |
| 12 | L  | 福留慧美             | FUKUDOME     | 162cm | ヴェロ・バレー・ミラノ               |            |
| 13 | OH | 和田由紀子           | WADA         | 174cm | NECレッドロケッツ川崎                |            |
| 14 | OH | オクム大庭冬美ハウィ | HAWI         | 177cm | 埼玉上尾メディックス                 |            |
| 15 | MB | 宮部藍梨             | AIRI         | 181cm | ヴィクトリーナ姫路                   |            |
| 16 | MB | 濱松明日香           | HAMAMATSU    | 182cm | 埼玉上尾メディックス                 |            |
| 17 | MB | 山口真季             | YAMAGUCHI    | 175cm | KUROBEアクアフェアリーズ富山         |            |
| 18 | S  | 塩出仁美             | SHIODE       | 174cm | 大阪マーヴェラス                     |            |
| 19 | L  | 岩澤実育             | IWASAWA      | 162cm | 埼玉上尾メディックス                 |            |
| 20 | MB | 山中宏予             | YAMANAKA     | 181cm | 埼玉上尾メディックス                 |            |
| 21 | L  | 西村弥菜美           | NISHIMURA    | 168cm | SAGA久光スプリングス                 |            |
| 22 | S  | 中川つかさ           | NAKAGAWA     | 159cm | NECレッドロケッツ川崎                |            |
| 23 | L  | 川畑遥奈             | KAWABATA     | 163cm | デンソーエアリービーズ               |            |
| 24 | OH | 野中瑠衣             | NONAKA       | 177cm | 公益財団法人日本バレーボール協会     |            |
| 25 | OH | 宮部愛芽世           | AMEZE        | 173cm | 大阪マーヴェラス                     |            |
| 26 | OH | 佐藤淑乃             | YOSHINO      | 178cm | NECレッドロケッツ川崎                |            |
| 27 | MB | 麻野七奈未           | ASANO        | 183cm | デンソーエアリービーズ               |            |
| 28 | OH | 深澤めぐみ           | FUKAZAWA     | 176cm | SAGA久光スプリングス                 |            |
| 29 | MB | 本田凜               | HONDA        | 177cm | 筑波大学4年                          |            |
| 30 | OH | 北窓絢音             | KITAMADO     | 183cm | SAGA久光スプリングス                 |            |
| 31 | MB | 飯山エミリ           | IIYAMA       | 185cm | 東海大学3年                          |            |
| 32 | OH | 福村心優美           | FUKUMURA     | 178cm | 大阪マーヴェラス                     |            |
| 33 | OH | 秋本美空             | AKIMOTO      | 185cm | ヴィクトリーナ姫路                   |            |
| 34 | OH | 河俣心海             | KAWAMATA     | 183cm | ヴィクトリーナ姫路                   |            |
| 35 | L  | 西崎愛菜             | NISHIZAKI    | 158cm | 大阪マーヴェラス                     | 追加登録   |
| 36 | S  | 安田美南             | YASUDA       | 179cm | KUROBEアクアフェアリーズ富山         | 追加登録   |
| 37 | OH | 深澤つぐみ           | FUKAZAWA     | 176cm | 東レアローズ滋賀                     | 追加登録   |
| 38 | OH | 廣田あい             | HIROTA       | 175cm | NECレッドロケッツ川崎                | 追加登録   |
| 39 | S  | 髙佐風梨             | KOUSA        | 164cm | クインシーズ刈谷                     | 追加登録   |

## 歴代の監督一覧
| 名前                   | 再 | 国籍       | 就任時の所属 | 在任期間        |
| ---------------------- | -- | ---------- | ------------ | --------------- |
| 前田豊                 |    | 日本の旗   |              | 1960年          |
| 大松博文               |    | 日本の旗   | 日紡貝塚     | 1961 - 1964年   |
| 船山浩志               |    | 日本の旗   | ヤシカ       | 1966 - 1967年   |
| 前田豊                 | 2  | 日本の旗   | 日本文化出版 | 1967年          |
| 山田重雄               |    | 日本の旗   | 日立         | 1967 - 1968年   |
| 小島孝治               |    | 日本の旗   | ユニチカ     | 1970 - 1972年   |
| 船山浩志               | 2  | 日本の旗   | ヤシカ       | 1973年          |
| 山田重雄               | 2  | 日本の旗   | 日立         | 1973 - 1978年   |
| 小島孝治               | 2  | 日本の旗   | ユニチカ     | 1978 - 1982年   |
| 生沼スミエ             |    | 日本の旗   | 日立         | 1982年          |
| 米田一典               |    | 日本の旗   | 日立         | 1983 - 1984年   |
| 小島孝治               | 3  | 日本の旗   | ユニチカ     | 1985 - 1986年   |
| 岩本洋                 |    | 日本の旗   | 日立         | 1987年          |
| 山田重雄               | 3  | 日本の旗   | 日立         | 1988年          |
| 宗内徳行               |    | 日本の旗   | 日本体育大学 | 1989年          |
| 米田一典               | 2  | 日本の旗   | JVA          | 1990 - 1993年   |
| 横田忠義               |    | 日本の旗   | JVA          | 1994年          |
| 小島孝治               | 4  | 日本の旗   | ユニチカ     | 1995年          |
| 吉田国昭               |    | 日本の旗   | ユニチカ     | 1996年          |
| 葛和伸元               |    | 日本の旗   | NEC          | 1997 - 2000年   |
| 吉川正博               |    | 日本の旗   | NEC          | 2001 - 2002年   |
| 柳本晶一               |    | 日本の旗   |              | 2003 - 2008年   |
| 眞鍋政義               |    | 日本の旗   | 久光製薬     | 2009 - 2016年   |
| 中田久美               |    | 日本の旗   | 久光製薬     | 2017年 - 2021年 |
| 眞鍋政義               | 2  | 日本の旗   |              | 2021年 - 2024年 |
| フェルハト・アクバシュ |    | トルコの旗 |              | 2025年 -        |

## 歴代の主な主将
1960-1970年代
堀江方子、河西昌枝、吉田節子、松村勝美、飯田高子、前田悦智子、矢野広美
1980年代
横山樹理、小川かず子、江上（のち丸山）由美、石田京子、中田久美、丸山（旧姓江上）由美 (再)、佐藤伊知子
1990年代
佐藤伊知子、中西千枝子、大林素子、中西千枝子 (再)、多治見麻子
2000年代
江藤直美、熊前知加子、高橋みゆき、吉原知子、竹下佳江、荒木絵里香
2010年代
荒木絵里香、木村沙織、岩坂名奈
2020年代
荒木絵里香 (再)、古賀紗理那、石川真佑

## 脚註

### 注
1. ↑  監督以下スタッフは、左胸に日の丸が入った黒い半袖のポロシャツ。
2. ↑  熊本地震の発生後の2016年のリオ五輪世界最終予選でも[7][8][9]。さらに男子もユニフォームに同様の対応をした。
3. ↑  アトランタオリンピックでは1次リーグでアメリカと対戦し敗れたが、この逆転劇を演出したのは母親が1960年世界選手権代表の堀江方子で、自身もかつて全日本入りを目指したヨーコ・ゼッターランド（堀江陽子）だった。ヨーコは当時の全日本選手では恒例だった高校卒業後の実業団入りではなく早稲田大学への進学を選択し、全日本選手選考の対象から外された経験を持っていた。
4. ↑  1973年ワールドカップにヤシカによる単独チームの監督として出場。同時期に山田重雄が監督を務めるもうひとつの全日本が存在する。